# 맨파워그룹

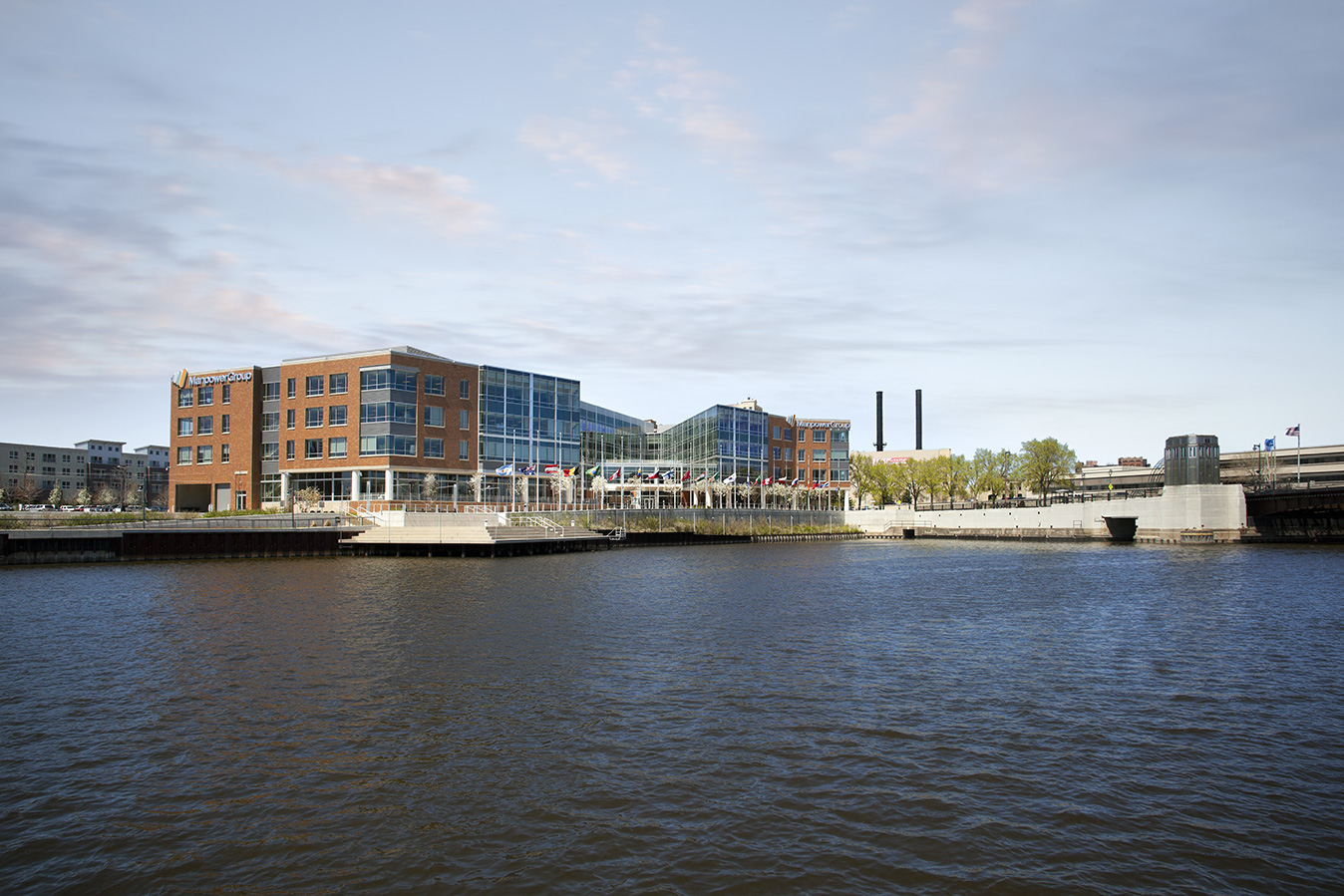

맨파워그룹(ManpowerGroup, 이전 사명: 맨파워, Manpower Inc.)은 포춘 500에 등재된 미국의 다국적 기업으로, 본사는 위스콘신주 밀워키에 있다. 1948년 엘머 윈터와 아론 셰인펠트에 의해 설립된 맨파워그룹은 스위스 기업 아데코 그룹과 네덜란드 기업 란트스타트에 이어 3번째로 큰 인재 파견 기업이다. 이 기업은 4개의 주요 브랜드를 통해 서비스를 제공한다:
- Manpower (채용)
- Experis (전문 리소싱 및 프로젝트 솔루션)
- Right Management (경력 관리, 노동 컨설팅, 트레이닝 및 개발)
- ManpowerGroup Solutions (매니지드 서비스, 아웃소싱)

## 같이 보기
- 노동거래소
- 채용
- 비정규직